# Ga Wonjong
Ga Wonjong (Tiếng Hàn: 원종역, Hanja: 遠宗驛) là ga tàu điện ngầm trên Tuyến Seohae nằm ở Wonjong-dong, Ojeong-gu, Bucheon-si, Gyeonggi-do. Nó sẽ trở thành ga trung chuyển khi Tuyến Daejang-Hongdae mở ra trong tương lai.

## Lịch sử
- 13 tháng 3 năm 2017: Khởi công[1]
- 1 tháng 7 năm 2023: Khánh thành[2][3][4][5]

## Bố trí ga
| ↑ Sân bay Quốc tế Gimpo |
| N/B \| S/B \|           |
| Sân vận động Bucheon ↓  |

| Hướng Bắc | ● Tuyến Seohae | ← Hướng đi Sân bay Quốc tế Gimpo · Neunggok · Baengma · Ilsan |
| Hướng Nam | ● Tuyến Seohae | → Hướng đi Sân vận động Bucheon · Sosa · Choji · Wonsi →      |

## Xung quanh nhà ga
- Kính Siloam chi nhánh Wonjong
- Ga Wonjong Plus DC Mart
- Nhà thờ Hwapyeong chi nhánh Wonjong
- Phòng khám Samdaehanchi nhánh Wonjong
- Trường tiểu học Ohjeong
- Trường tiểu học Wonjong
- Trường tiểu học Bucheon Daemyeong
- Trường tiểu học Bucheon Wonil
- Trường trung học cơ sở Deoksan
- Trường trung học Wonjong
- Hiệp hội Ngựa Hàn Quốc Chi nhánh Bucheon
- Paris Croissant Bucheon Wonjong
- Ngân hàng KB Kookmin Chi nhánh Wonjong-dong
- Chi nhánh chính Teolbo Haemultang Wonjong-dong
- Chi nhánh Chăn nuôi Bucheon Nonghyup Wonjong
- Chi nhánh tàu điện ngầm Wonjong-dong
- Cà phê Gamseong chi nhánh Wonjong
- Dunkin' Donuts chi nhánh Wonjong
- Chi nhánh Baekdabang Wonjong
- Lotteria Giao lộ Wonjong
- Bánh mì nướng Isaac chi nhánh Wonjong
- Chi nhánh quán cà phê thanh niên Wonjong
- Chi nhánh Sodamchon Wonjong

## Hình ảnh

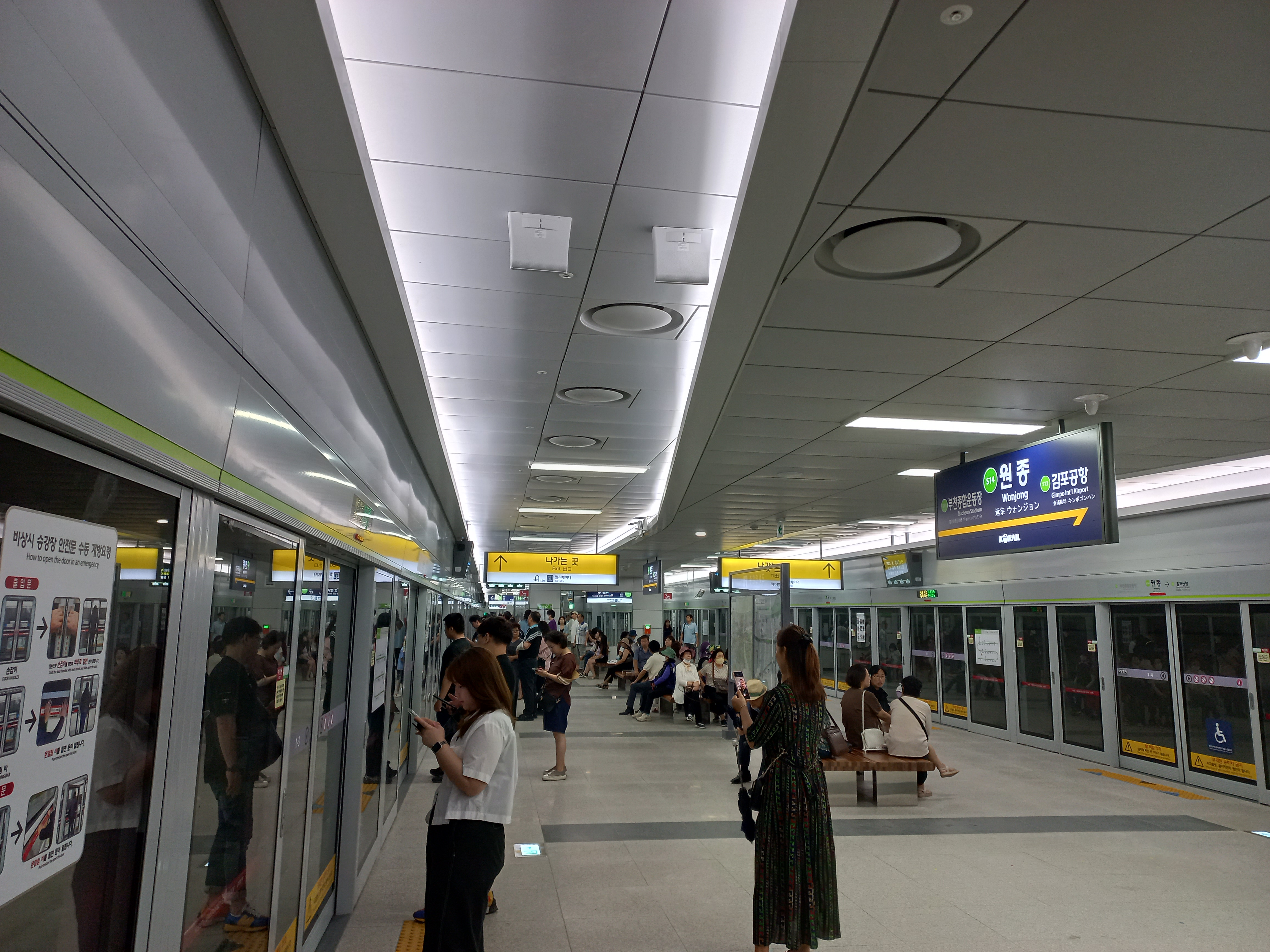
Sân ga 2